# Москалец, Михаил Васильевич
Михаил Васильевич Москалец (укр. Москалець Михайло Васильович, род. 21 мая 1960, Харьков) — советский и украинский физик. Доктор физико-математических наук (2008), профессор кафедры металлов и полупроводников.
Специалист по мезоскопической физике и нестационарному квантовому транспорту в наноструктурах. Согласно сайту Академия Google, на 2024 год количество цитирований работ физика составляет более 3900 и индекс Хирша — 31.

## Биография
М. В. Москалец родился 21 мая 1960 года в Харькове.
Закончил Харьковский политехнический институт (ныне Национальный технический университет «Харьковский политехнический институт») в 1983 году. Карьеру начал в 1983 году в Физико-техническом институте низких температур АН УССР (Харьков), где проработал до 1993 года. Работает в ХПИ с 2001 года. В 2008 году защитил докторскую диссертацию по теме «Нестационарный квантовый транспорт в мезоскопических системах». В 2008 году стал ведущим научным сотрудником кафедры физики металлов и полупроводников.